# Delavayella serrata
Delavayella es un género monotípico de plantas hepáticas perteneciente a la familia Scapaniaceae. Su única especie: Delavayella serrata, es originaria de China.

## Taxonomía
Delavayella serrata fue descrita por Franz Stephani   y publicado en Mémoires de la Société des Sciences Naturelles de Cherbourg 29: 211. 1894.